# Sergej Fuchs
Pour les articles homonymes, voir Fuchs.
Sergej Fuchs (né le 21 février 1987 à Karaganda, au Kazakhstan) est un coureur cycliste allemand, professionnel entre 2006 et 2013.

## Palmarès
- 2005
  - 2e du Münsterland Giro juniors
- 2009
  - 3e du Tour de l'Avenir

## Classements mondiaux
| Année           | 2007 | 2008 | 2009 | 2010 |
| --------------- | ---- | ---- | ---- | ---- |
| UCI Asia Tour   |      |      |      | 144e |
| UCI Europe Tour | 966e | 478e | 454e | 612e |